# ایتیلین
ایتیلین یک ناحیه در قلمرو گاندور در سرزمین میانی در داستان‌های نوشتهٔ جی. آر. آر. تالکین است. ایتیلین به معنی «سرزمین ماه» شرقی‌ترین استان گاندور است و تنها بخشی از گاندور است که در ساحل رود آندوئین می‌باشد. ایتیلین میان آندوئین و کوه‌های موردور قرار گرفته که جریان رود مورگولدوئین (رود جادوگری) از میان آن می‌گذرد و آن را به ایتیلین شمالی و جنوبی تقسیم می‌کند.

## داستان
در داستان ارباب حلقه‌ها، گالوم برای رسیدن به موردور، فرودو و سَم را از ایتیلین رد می‌کند. در طول راه سم فراموش می‌کند آتش خوراکی که خورده‌اند را خاموش کند از این رو دو هابیت توسط فارامیر دستگیر می‌شوند اما بعداً وقتی فارامیر مطمئن می‌شود آن دو از عاملان سائورون نیستند اجازه می‌دهد بروند.
پس از جنگ حلقه و تاجگذاری آراگورن دوم، فرمانروایی ایتیلین به فارامیر سپرده می‌شود و از آن پس (در طول دورهٔ چهارم) فرزندان فارامیر و ائووین (بانوی سپید ایتیلین) فرمانراوایان ایتلین هستند.